# Dallis

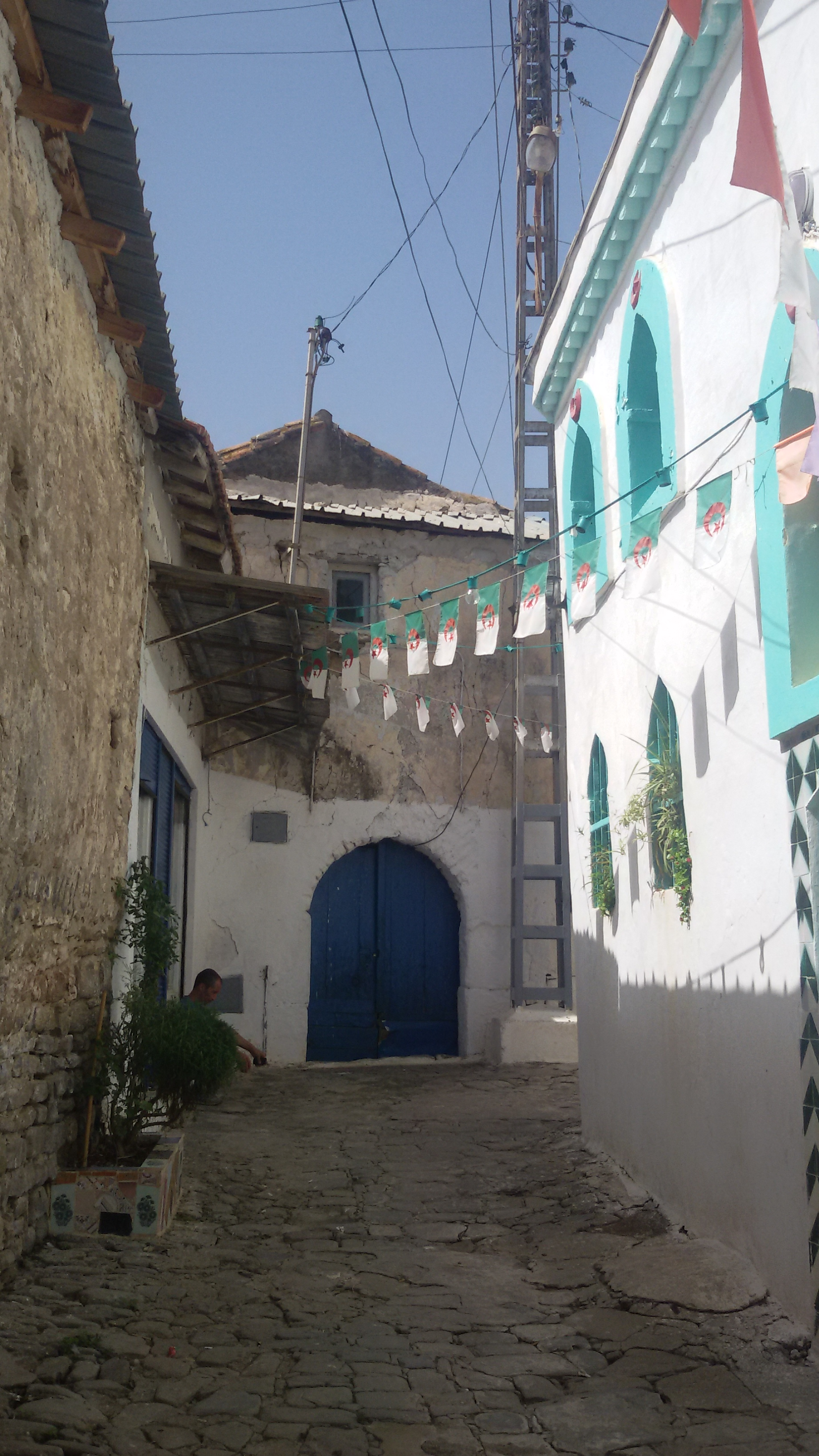
Dallis

Dallis (arab. دلس, Dallis albo Dillis; fr. Dellys) – miejscowość i gmina w północnej Algierii, w wilajecie Bu Mirdas, nad Morzem Śródziemnym. W 2008 roku liczyła ok. 33 tys. mieszkańców.
W miejscowości znajdują się trzy latarnie morskie, kasba wzniesiona w okresie osmańskim oraz kilka plaż. Miejscowa ludność zajmuje się głównie rybołówstwem i rolnictwem.
Dallis bywa identyfikowane ze starożytnym Rusucurru (Rusuccuru).
8 września 2007 roku co najmniej 30 osób zginęło a 47 zostało rannych w samobójczym ataku bombowym na koszary marynarki w Dallis.
W latach 2008–2020 biskupem tytularnym Rusuccuru był polski biskup Marek Mendyk.